# Tribus

Det hierarkiska systemet i biologin

Tribus (latin: tribus, "folkstam", förkortning: Trib.) är en taxonomisk nivå mellan familj och släkte i den biologiska systematiken. Ordet hanteras språkligt som en tribus, flera tribus.

## Hierarki
Aktuell hierarki för tribus är följande:
- överfamilj (superfamilia)
- familj (familia)
- underfamilj (subfamilia)
- övertribus (supertribus) – mer specifik än underfamilj men mer generell än tribus
- tribus (tribus)
- undertribus (subtribus) – mer specifik än tribus men mer generell än släkte
- översläkte (supergenus)
- släkte (genus)
- undersläkte (subgenus)

### Undertribus (släktgrupp)
Undertribus (subtribus) är en nivå som står mellan tribus och släkte. Den sammanfattar ett eller flera liknande släkten till en släktgrupp.

## Botanik, mykologi, fykologi
Inom botaniken, mykologin och fykologin regleras tribus av International Code of Nomenclature for algae, fungi, and plants (ICN). Ändelsen för ett tribusnamn är -eae, för undertribusnamn -inae.

## Zoologi
Inom zoologin regleras tribus av International Commission on Zoological Nomenclature (ICZN). Innan beteckningen infördes i koden användes den även för att beteckna en nivå mellan klass och ordning eller mellan ordning och familj. Ändelsen för ett tribusnamn är -ini, för undertribusnamn -ina.

## Bakteriologi
Inom bakteriologin regleras tribus av International Code of Nomenclature of Prokaryotes. Ändelsen för ett tribusnamn är -eae, för undertribusnamn "-inae".